# Martin P6M SeaMaster

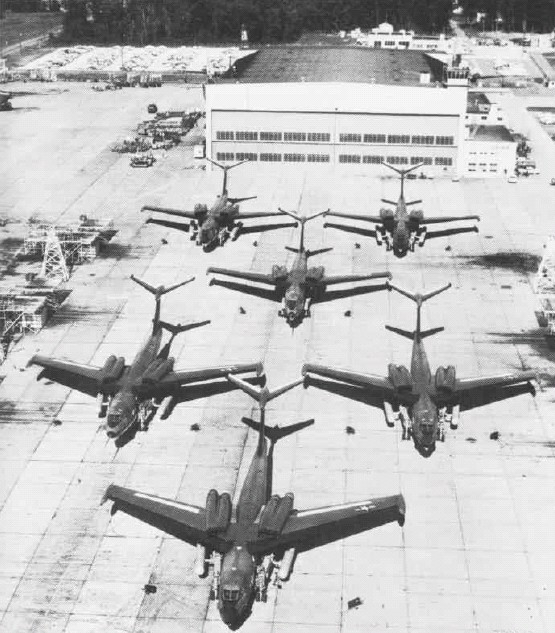
I sei esemplari di preserie XP6M-1 Seamaster fotografati nei tardi anni cinquanta.

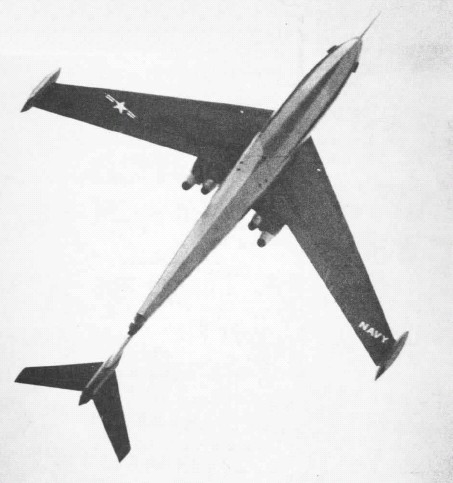
Un XP6M-1 Seamaster fotografato dal basso.

Il Martin P6M SeaMaster era un idrovolante a scafo centrale quadrigetto prodotto dall'azienda statunitense Glenn L. Martin Company negli anni cinquanta.
Inizialmente progettato per ricoprire il ruolo di bombardiere strategico, a causa dello sviluppo dei sottomarini equipaggiati con missili balistici il programma venne interrotto e il progetto convertito in aereo da pattugliamento marittimo ad alta velocità.

## Storia

### Sviluppo
Alla fine della seconda guerra mondiale il potenziale bellico nucleare degli Stati Uniti era legato alle caratteristiche dei velivoli che potevano trasportare e sganciare gli ordigni sull'obiettivo designato. Dopo il Boeing B-29 Superfortress, che aveva con l'Enola Gay ed il BOCKSCAR inaugurato l'era dei bombardieri atomici, l'evoluzione del concetto di bombardiere strategico a lungo raggio aveva prodotto il Convair B-36 ed i primi prototipi di quello che sarebbe diventato il Boeing B-52, il che rendeva la neonata United States Air Force nella figura dello Strategic Air Command, l'unica branca delle forze armate statunitensi a poter disporre di una simile importanza strategica.
Con l'avvento della guerra Fredda la stessa importanza risultava, nella United States Navy, ridimensionata e sembrava destinata ad un ruolo comprimario costretta in caso di bisogno ad una velocità di intervento decisamente inferiore e compensata solo in seguito dalla costruzione di sottomarini di grado di trasportare testate nucleari montate su missili balistici. Per cercare di riacquistare un importante ruolo operativo l'ammiraglio James Russell, allora a capo del Bureau of Aeronautics, propose di sviluppare un idrovolante, dotato anch'esso delle nuove tecnologie acquisite durante il conflitto, equipaggiato quindi con motori a getto che potesse trasportare altrettanto velocemente un carico atomico e che avesse anche un innegabile vantaggio sui velivoli terrestri, legati alla necessità di operare da basi aeree terrestri. Grazie alla sua capacità di operare dalla superficie marina poteva essere supportato in zona da unità navali d'appoggio, di poter creare delle basi galleggianti che sarebbero state più difficili da individuare da una possibile ritorsione nemica.

## Descrizione tecnica
L'aereo aveva un'ala alta a freccia, con i quattro reattori posti all'attaccatura delle ali. Il problema principale rimaneva la possibile ingestione d'acqua da parte dei reattori. La coda a T evitava che i piani di coda venissero investiti dal flusso dei reattori diminuendo la manovrabilità. Il vano bombe rotante era a tenuta d'acqua. Le ali portavano un galleggiante alla loro estremità.

## Versioni
P6M-1

P6M-2

## Utilizzatori
Stati Uniti
- United States Navy

## Velivoli comparabili
Stati Uniti
- Martin P5M Marlin

 Unione Sovietica
- Beriev Be-10